# پسرها (فیلم ۱۹۹۶)
پسرها (انگلیسی: Boys) فیلمی در ژانر رمانتیک است که در سال ۱۹۹۶ منتشر شد.

## بازیگران
- وینونا رایدر
- لوکاس هاس
- جان سی ریلی
- جیمز لوگرو
- اسکیت اولریش
- کاترین کینر
- کریس کوپر
- جسیکا هارپر
- راب کارلتون